# Léa Palermo
Pour les articles homonymes, voir Palermo.
Léa Palermo, née le 7 juillet 1993 à Saint-Martin-d'Hères, est une joueuse de badminton française.

## Carrière
Elle est médaillée de bronze avec Joris Grosjean en double mixte aux Championnats d'Europe des moins de 17 ans 2009. Elle participe aux Jeux olympiques de la jeunesse d'été de 2010 à Singapour, où elle est éliminée du tournoi simple filles en phase de groupes.
En 2018, elle est médaillée d'or en double dames aux Jeux méditerranéens à Tarragone avec Delphine Delrue.
En 2021, elle est consultante pour France Télévisions pour les Jeux olympiques de Tokyo.